# Unternehmergesellschaft (haftungsbeschränkt)
Eine Unternehmergesellschaft (haftungsbeschränkt), kurz UG (haftungsbeschränkt), ist eine deutsche Rechtsform einer Kapitalgesellschaft. Als 2008 geschaffene kleinere Variante der herkömmlichen Gesellschaft mit beschränkter Haftung (GmbH) ist sie eine Alternative zur bis dahin im Vordringen befindlichen nicht börsennotierten britischen Limited und hat diese Rechtsform in Deutschland heute zum großen Teil verdrängt.

## Hintergrund
Der deutsche Gesetzgeber hat die UG (haftungsbeschränkt) in erster Linie eingeführt, um eine Alternative zur zuvor immer beliebteren Rechtsform der britischen Limited anbieten zu können. Die Gesellschaft bürgerlichen Rechts mit beschränkter Haftung (GbR mbH) war bereits 1999 vom Bundesgerichtshof abgelehnt worden.
Die in § 5a GmbHG geregelte UG (haftungsbeschränkt) stellt keine neue Rechtsform dar. Vielmehr handelt es sich um eine GmbH („Rechtsformvariante“) mit einem geringeren Stammkapital als dem für die gewöhnliche GmbH vorgeschriebenen Mindeststammkapital von 25.000 Euro und mit einem besonderen Rechtsformzusatz. Die UG (haftungsbeschränkt) ist eine juristische Person, (im Regelfall) voll körperschaftsteuer- und gewerbesteuerpflichtig, und sie muss ihre Jahresabschlüsse nach Maßgabe der §§ 325, 326 HGB veröffentlichen. Die UG (haftungsbeschränkt) kann mit einem Stammkapital von lediglich einem Euro gegründet werden – deshalb wird sie umgangssprachlich auch als Mini-GmbH und 1-Euro-GmbH bezeichnet. Sie kann gemeinnützig sein (dann: gUG (haftungsbeschränkt)), wenn sie die dafür geltenden Voraussetzungen erfüllt. Die gemeinnützige Unternehmergesellschaft ist keine gesonderte Rechtsform, sondern eine besondere Ausprägung der gemeinnützigen GmbH (gGmbH) und das GmbH-Gesetz ist auf sie anwendbar.
Die UG (haftungsbeschränkt) hat vor allem in Existenzgründerkreisen großen Anklang gefunden. Zum 1. Januar 2012 existierten 64.371 solche Gesellschaften, unter Hinzurechnung bereits in eine GmbH umgewandelter Gesellschaften und der UG (haftungsbeschränkt) & Co. KG sogar 76.377. In Deutschland hat seither die britische Limited, die eine Zeit lang im Trend lag, massiv an Bedeutung verloren.
Die rechtlichen Voraussetzungen für die UG (haftungsbeschränkt) wurden durch das Gesetz zur Modernisierung des GmbH-Rechts und zur Bekämpfung von Missbräuchen (MoMiG) vom 23. Oktober 2008 geschaffen, in dem auch die entsprechenden Änderungen des GmbHG enthalten sind.

## Gründung der Gesellschaft
Die UG (haftungsbeschränkt) wird bis auf geringfügige Abweichungen wie die klassische GmbH gegründet. Da sie Subtyp der GmbH ist, finden auf sie – vorbehaltlich Sonderregeln – die Regeln des GmbH-Rechts Anwendung.

### Unternehmensbezeichnung
Die Firma des Unternehmens muss die Bezeichnung „Unternehmergesellschaft (haftungsbeschränkt)“ oder „UG (haftungsbeschränkt)“ beinhalten (§ 5a GmbHG). Das Weglassen der Klammern oder Umformulierung von „haftungsbeschränkt“ in z. B. „mit beschränkter Haftung“ ist nicht zulässig.

### Stammkapital
Die im Gesellschaftsvertrag festgelegten Nennbeträge der Geschäftsanteile der Gesellschafter – das sogenannte Stammkapital – müssen nach der Gründung und vor der Anmeldung zum Handelsregister (§ 5a Abs. 2 GmbHG) erbracht werden, damit die UG (haftungsbeschränkt) eingetragen wird. Das Stammkapital muss mindestens einen Euro betragen. In der Gründungspraxis werden meist Beträge bis zu 1000 Euro gewählt, was aber die Bonität der Gesellschaft beeinträchtigen kann.
Ab 25.000 Euro wird keine UG (haftungsbeschränkt) mehr gegründet, sondern eine GmbH im ursprünglichen Sinne (§ 5a Abs. 1 S. 1 GmbHG). Im Gegensatz zur GmbH sind bei einer UG (haftungsbeschränkt) keine Sacheinlagen zulässig. Das Stammkapital muss sofort in voller Höhe als Bareinlage eingezahlt werden (§ 5a Abs. 2 GmbHG). Ist Kapital in Höhe von 12.500 Euro vorhanden, kann damit entweder eine UG (haftungsbeschränkt) mit Stammkapital von 12.500 Euro gegründet werden oder eine GmbH im ursprünglichen Sinne, bei der nur die Hälfte des Stammkapitals von mindestens 25.000 Euro einbezahlt werden muss. Der Unterschied liegt im Insolvenzfall: Bei der GmbH besteht die Pflicht der Gesellschafter, den Fehlbetrag zu 25.000 Euro Stammkapital noch zu erbringen, in der UG (haftungsbeschränkt) hingegen nicht.

## Rechte und Pflichten der Beteiligten

### Gesellschafter
Die Gesellschafter haben gemäß § 5a Abs. 4 GmbHG bei drohender Zahlungsunfähigkeit unverzüglich eine Gesellschafterversammlung abzuhalten.

### Aufsichtsrat
Eine Verpflichtung zur Bildung eines Aufsichtsrates besteht nur dann, wenn mitbestimmungsrechtliche Vorschriften dies erforderlich machen, beispielsweise wenn die UG (haftungsbeschränkt) mehr als 500 Arbeitnehmer beschäftigt (also kaum von praktischer Relevanz). Die Satzung kann jedoch die Errichtung eines Aufsichtsrats vorsehen.

### Rücklagenbildung
Im Gegenzug dafür, dass die Stammeinlage (nahezu) beliebig gering ausfallen kann, müssen jährlich mindestens 25 % des Jahresüberschusses in eine Rücklage eingestellt werden. Wenn die angesammelten Rücklagen zusammen mit dem ursprünglichen Stammkapital 25.000 Euro (Mindestkapital gemäß § 5 Abs. 1 GmbHG) erreicht haben, können die Gesellschafter gemäß § 57c GmbHG einen Kapitalerhöhungsbeschluss fassen. Dieser ermöglicht es der UG (haftungsbeschränkt),
- künftig auf die Ansammlung der Rücklage in Höhe von 25 % des Jahresüberschusses zu verzichten,
- über den Jahresüberschuss auch sonst frei zu verfügen und
- ihre Firmierung zu ändern und den Rechtsformzusatz „GmbH“ zu führen.

## Gründungsprivilegierte GmbH in Österreich
Die Wirtschaftskammer Österreich (WKO) sowie die Interessenvertretung Junge Wirtschaft befürworteten die Einführung einer neuen Unternehmensform nach deutschem Vorbild in Österreich. Hierfür sprach sich der Präsident der WKÖ, Christoph Leitl, im Zuge der Alpbacher Reformgespräche im August 2007 aus. Mit Wirkung ab 1. Juli 2013 wurde in Österreich das Mindeststammkapital der GmbH auf 10.000 Euro herabgesetzt. Die Möglichkeit der Gründung mit geringerem Stammkapital hatte Einbußen bei den Steuereinnahmen zur Folge, sodass sich der österreichische Gesetzgeber wenig später gezwungen sah, das Mindeststammkapital mit 1. März 2014 wieder auf 35.000 Euro anzuheben. Gleichzeitig wurde die Möglichkeit einer gründungsprivilegierten GmbH geschaffen, deren Stammkapital weiterhin nur 10.000 Euro betragen muss. Diese Gesellschaften müssen ihr Stammkapital binnen zehn Jahren auf 35.000 Euro aufstocken und sind bis dahin als „gründungsprivilegiert“ im Firmenbuch (Handelsregister) eingetragen.